# Fifí Estah
Fifí Estah (Lázaro Cárdenas, Michoacán; 21 de julio de 1993), nombre artístico de Ángel García Rocha, es una artista drag y de teatro musical mexicana conocida por ser la ganadora de la quinta temporada de La Más Draga, emitida en 2022.

## Carrera artística
Desde su niñez se interesó en el peinado y maquillaje de efectos especiales, especialmente dentro de su familia. Practicó gimnasia y también incursionó en el teatro musical en Ciudad de México en obras como Ghost, The Prom y Vaselina.Comenzó en el drag a los 22 años.

### Quinta temporada deLa Más Draga
Fifí Estah fue una de las tres primeras participantes, de entre treinta seleccionadas, que fue confirmada para entrar en la quinta temporada del reality show La Más Draga tras las audiciones transmitidas el 15 y 16 de marzo de 2022; junto con Deseos Fab, de Ciudad de México, y Liza Zan Zuzzi, de Acapulco, Guerrero.
Tras diez episodios del show, Fifí Estah fue seleccionada como una de las tres finalistas junto con Paper Cut y Liza Zan Zuzzi, a las que luego se sumaría una cuarta: Hidden Mistake como finalista secreta anunciada hasta la final misma.
En la final, transmitida y llevada a cabo en vivo en la Arena Ciudad de México el 13 de diciembre de 2022, Fifí Estah participó en dos retos: una pasarela con la temática "Lo que más amo de México", donde presentó un drag inspirado en la cultura michoacana con elementos que evocaban a Janitzio, la mariposa monarca y la danza del pescado blanco; y un show denominado "La más 360".Tras dichos retos, Fifí Estah fue declarada ganadora de la temporada y coronada como "La más", por lo cual recibió un premio de 500 mil pesos mexicanos.

### Sexta temporada deLa Más Draga
Como ganadora de la temporada anterior, fue la imagen del video que anunció el lanzamiento de las audiciones para la sexta temporada.En dichas audiciones participó como jueza al lado de otras campeonas como Alexis 3XL y Aviesc Who?

## Discografía

### Sencillos
- Brincona (2023)[13]
- ATAKAT! (2023)[14]
- Demonia y Loba (2023), con Trixy Star[15]